# Chloropoea clarkii
Chloropoea clarkii är en fjärilsart som beskrevs av Butler 1892. Chloropoea clarkii ingår i släktet Chloropoea och familjen praktfjärilar. Inga underarter finns listade i Catalogue of Life.